# Nine Sisters

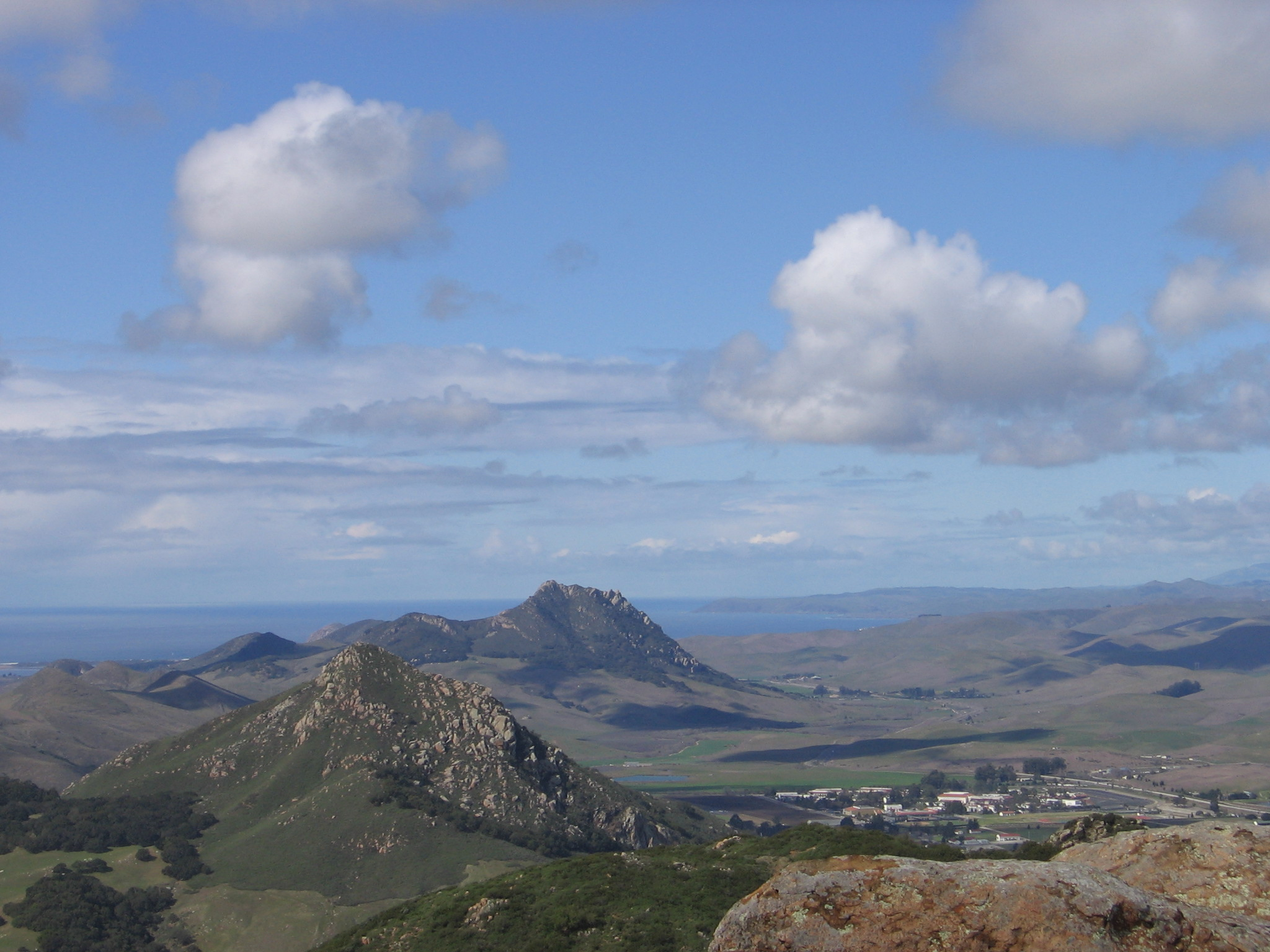
La vista dalla cima di Bishop Peak verso Morro Rock.

Le Nine Sisters (in italiano nove sorelle) o the Morros sono nove colline di origine vulcanica che costituiscono una catena situata nella parte occidentale della Contea di San Luis Obispo, nella California centrale. La catena si snoda da est di Morro Bay fino alla cittadina di San Luis Obispo.

## Geografia
Le Nine Sisters sono quello che rimane di vulcani attivi formatisi circa 20 milioni di anni fa, durante l'epoca Miocene del periodo Neogene. I rilievi che formano questa catena sono infatti colli vulcanici di magma, ossia dei neck, eruttato e poi solidificato all'interno di un camino vulcanico formato da rocce piuttosto morbide che sono state poi erose dai vari agenti esogeni.
Due di questi colli sono nel territorio del Morro Bay State Park. Il più alto dei rilievi che costituiscono le Nine Sisters è il Bishop Peak che arriva ad un'altezza di 475 m.

### Rilievi
Di seguito i nomi dei colli e le loro altezze partendo da Morro Bay e proseguendo in direzione di San Luis Obispo.
1. Morro Rock 176 m
2. Black Hill 203 m
3. Cerro Cabrillo 278 m
4. Hollister Peak 428 m
5. Cerro Romauldo 398 m
6. Chumash Peak 383 m
7. Bishop Peak 475 m
8. Cerro San Luis Obispo 394 m
9. Islay Hill 236 m

## Caratteristiche
Le Nine Sisters, essendo poco accessibili a intrusioni da parte dell'uomo, ospitano una grande varietà di uccelli e diverse comunità vegetali sia di querce che di piante senza fusto.
La loro origine vulcanica rende questi rilievi di alto interesse geologico ma sono anche molto popolari per fotografi e arrampicato.